# دیتن (مینه‌سوتا)
دیتن، مینه‌سوتا (به انگلیسی: Dayton, Minnesota) یک شهر در ایالات متحده آمریکا است که در مینه‌سوتا واقع شده‌است.

## خصوصیات
دیتن ۶۵٫۱۴ کیلومترمربع مساحت و ۴٬۶۷۱ نفر جمعیت دارد و ۲۶۸ متر بالاتر از سطح دریا واقع شده‌است.